# La Caccia

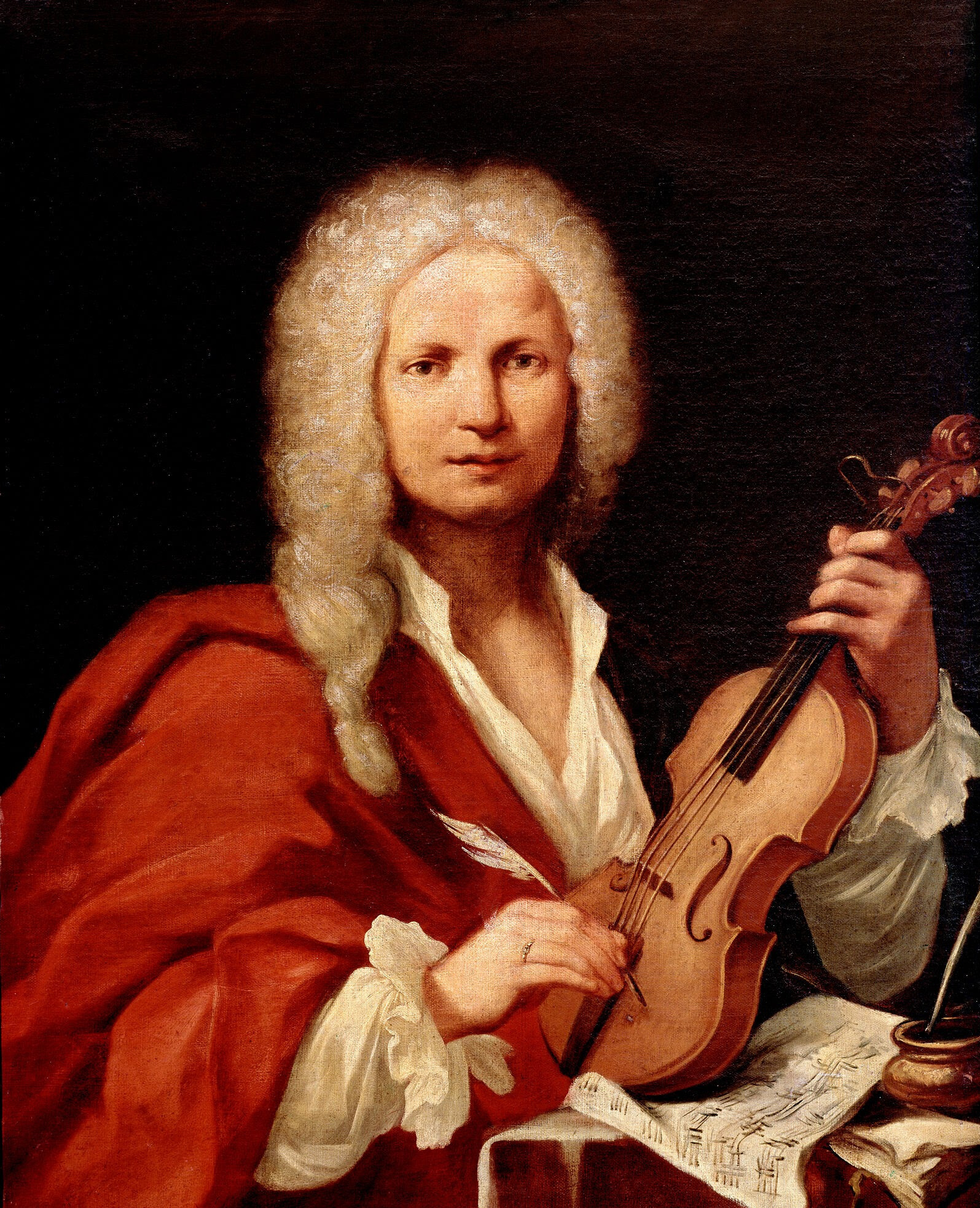
Vivaldi

Koncert B-dur Polowanie (La Caccia), RV 362 - dziesiąty z koncertów skrzypcowych umieszczony w zbiorze 12 koncertów Il cimento dell'armonia e dell'inventione, op. 8, które Antonio Vivaldi skomponował w roku 1725.